# Great Bealings
Great Bealings is een civil parish in het bestuurlijke gebied Suffolk Coastal, in het Engelse graafschap Suffolk met 310 inwoners.